# Jaborosa kurtzii
Jaborosa kurtzii là loài thực vật có hoa trong họ Cà. Loài này được Hunz. & Barboza mô tả khoa học đầu tiên năm 1987.